# Xã Fairview, Quận Erie, Pennsylvania
Xã Fairview (tiếng Anh: Fairview Township) là một xã thuộc quận Erie, tiểu bang Pennsylvania, Hoa Kỳ. Năm 2010, dân số của xã này là 10.102 người.